# Sticksjön, Östergötland
Sticksjön är en sjö i Motala kommun i Östergötland och ingår i Motala ströms huvudavrinningsområde.